# ANU – Museum des Jüdischen Volkes

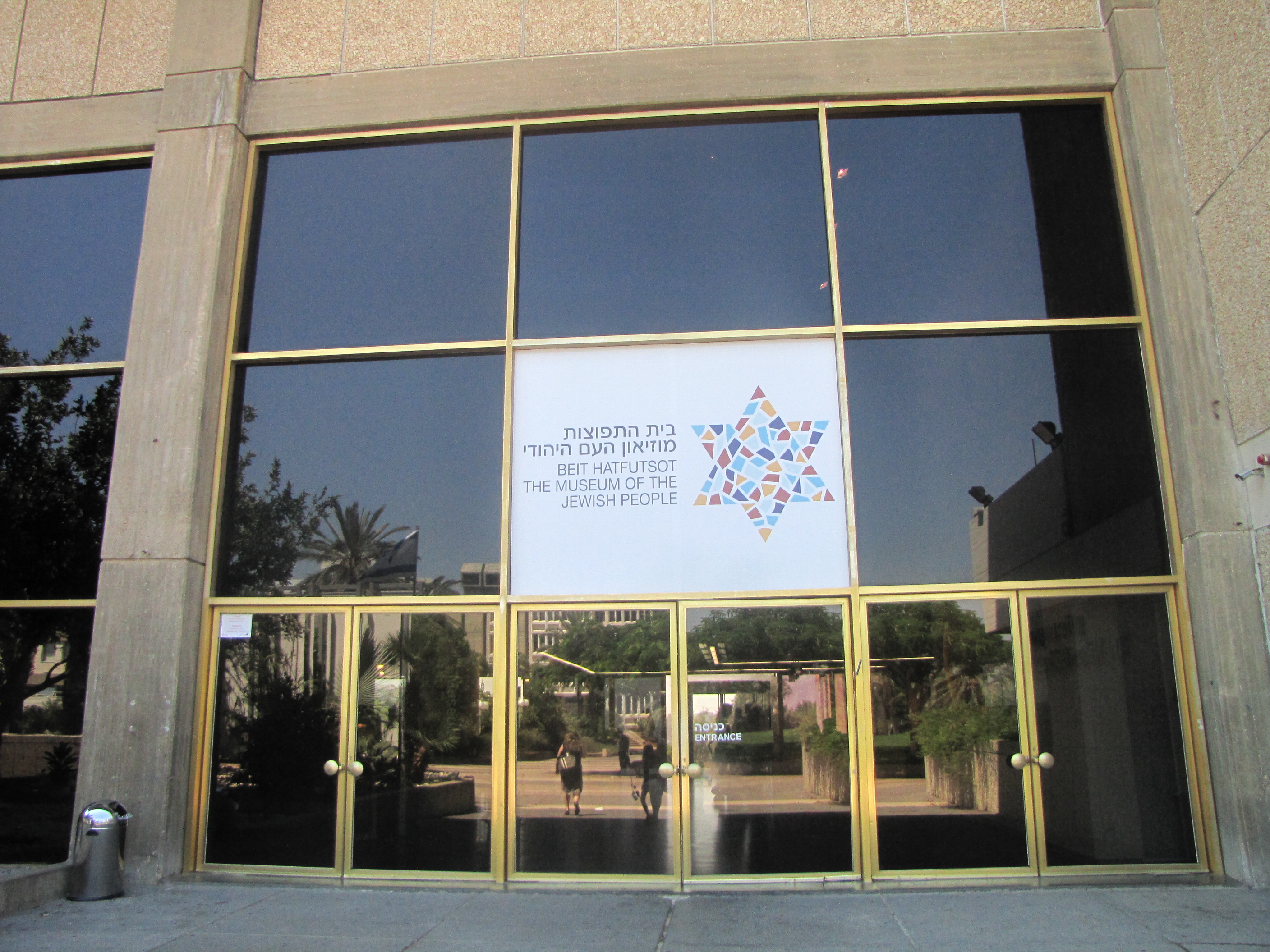
ANU – Museum des Jüdischen Volkes (früher:Beit Hatefutsot), Haupteingang des Museums

ANU – Museum des Jüdischen Volkes (hebräisch אָנוּ Anu bedeutet „Wir“; zuvor Beit Hatəfutsot oder Beth Hatəfutsoth (hebräisch בֵּית הַתְּפוּצוֹת, translit.: Beyt ha-Tfūtsōt, d. h. „Diaspora-Haus“), das Nahum Goldmann Diaspora Museum) befindet sich auf dem Campus der Universität Tel Aviv in Ramat Aviv, Israel und wurde 1978 eröffnet. Von 2011 bis 2021 wurde es umfangreich ausgebaut. Vorgestellt werden 4000 Jahre Geschichte und Gegenwart des Judentums auf 6700 Quadratmetern Fläche.

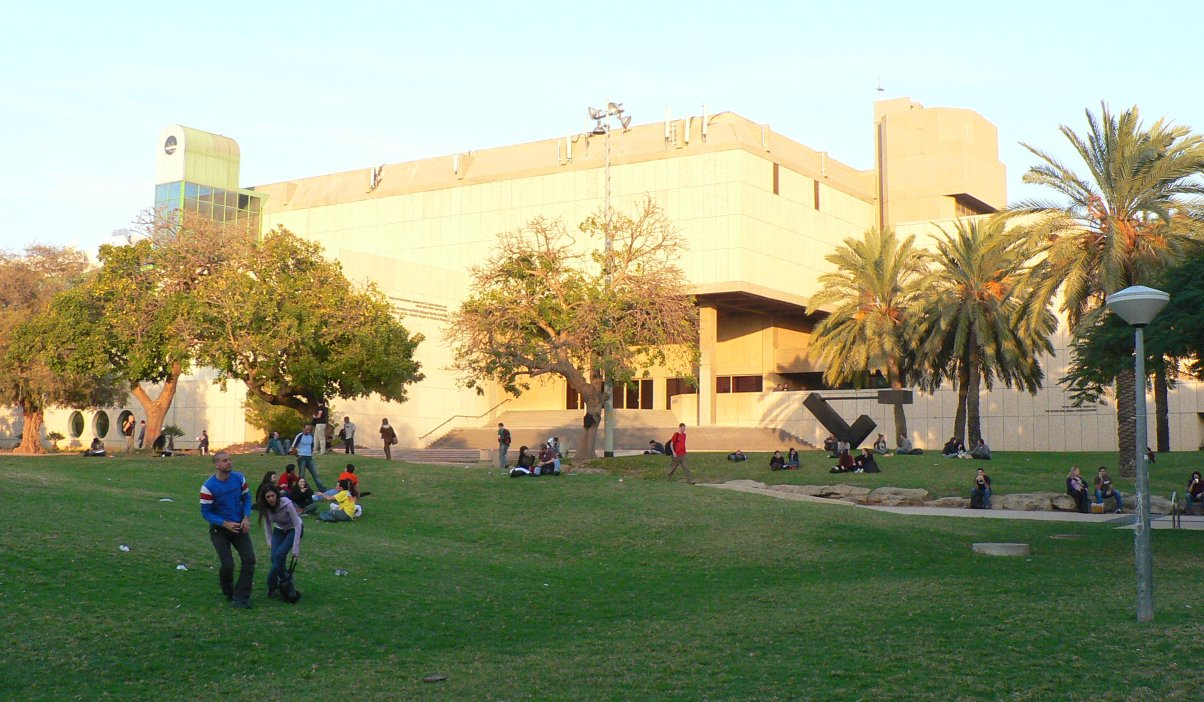
Museum der jüdischen Diaspora

Die Idee des Museums geht auf Nahum Goldmann zurück, Gründer und langjähriger Präsident des Jüdischen Weltkongresses. Hier wird mit modernen Techniken und audiovisuellen Darstellungen die Geschichte der Gemeinden der jüdischen Diaspora rund um die Welt von der Zeit der Babylonischen Exil bis zur Gegenwart erläutert. Das Museum enthält keine Artefakte und ist thematisch geordnet. Bei seiner Eröffnung am 11. Mai 1978 wurde es von vielen Experten als eines der weltweit innovativsten Museen bezeichnet.